# Orco
Der Orco oder Torrente Orco ist ein 89,6 Kilometer langer Fluss in der Region Piemont.

## Flusslauf

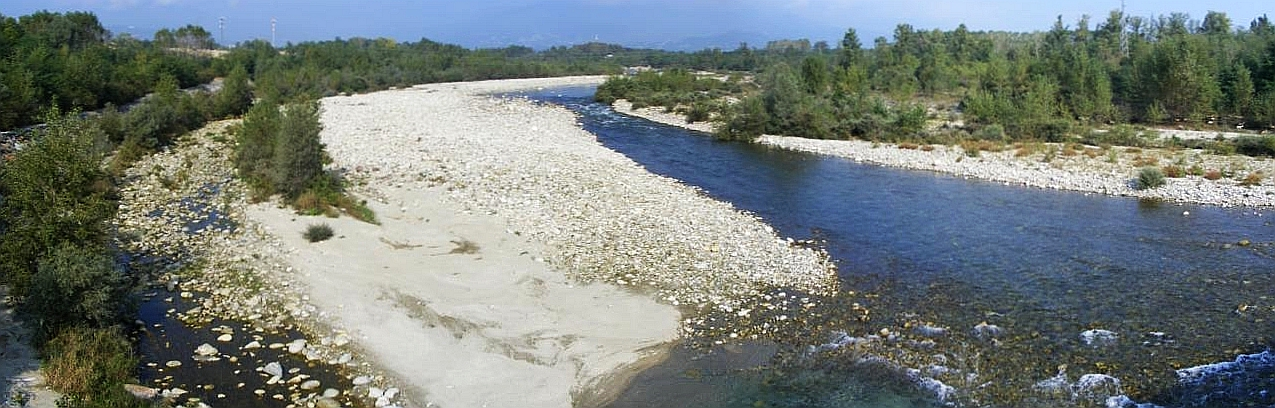
Mittelwasser

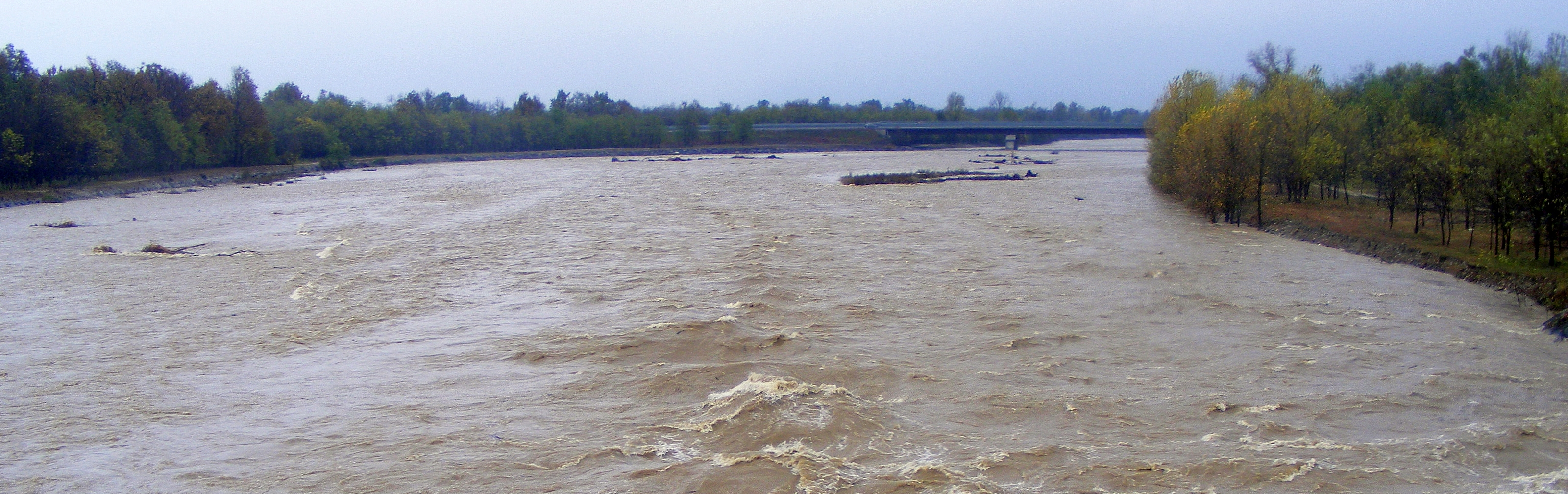
Hochwasser

Der Orco entspringt am Gran-Paradiso-Gletscher. Danach fließt er an der Grenze vom Parco Nazionale del Gran Paradiso durch Ceresole Reale vorbei und danach durch Noasca bis nach Locana. Bei einem Weiler Locana mündet der Valle di Pian Tonetto.
Bei der Gemeinde Sparone mündet der Ribordone in den Orco. Bei der nächsten Gemeinde Pont-Canavese mündet der Soana. Nur wenig später bei Castellamonte mündet in den Orco der Gallenca. Oberhalb von Foglizzo fließt die kleine Malesina zu.
Bei Chivasso mündet er schließlich in den Po.